# Nannotheres moorei
Nannotheres moorei is een krabbensoort uit de familie van de Pinnotheridae. De wetenschappelijke naam van de soort is voor het eerst geldig gepubliceerd in 1996 door Manning & Felder.